# 清華大學萬科公共衛生與健康學院
清華大學萬科公共衛生與健康學院（英語：Vanke School of Public Health ,Tsinghua University），簡稱卫健学院，是清華大學接受萬科2億股捐資而成立的學院。成立於2020年4月2日，时值新冠肺炎疫情，是清华大学响应全球发展趋势與中國重大需求，应对全球重大公共健康问题而建立的學院。首位院長為前WHO幹事長陳馮富珍女士。